# Hip Hop Nation
'Hip Hop Nation fue la primera revista en español sobre la cultura hip hop. Fundada en 1997 por el periodista Curro Herrera, por medio de una alianza con otra revista del sector, Stress Magazine, de New York; merced a la cual en la revista Hip Hop Nation se podía tener el mejor contenido exclusivo de la meca de este movimiento y la puntual información nacional por medio de una red de colaboradores con el periodista Marcos Jiménez (Selector Marx) como redactor jefe. La revista contaba con un sinfín de colaboradores entre los que solían estar muchos de los artistas más respetados del hip hop.
El primer número fue para el miembro del grupo Wu Tang Clan, Ghostface Killah. Otros muchos grupos como Cypress Hill, Eminem, 50 cent y, en resumen, la mayoría de los grupos americanos del momento pasaban por las páginas de la revista. 
Hip Hop Nation incluía un CD con los mejores temas del hip hop nacional merced a acuerdos con la casi totalidad de las discográficas españolas y de las internacionales con distribución en España por lo que no tardó en ser de las revista de música sectorial más vendidas en España y en buena parte de Latinoamérica, pues se distribuía además en Portugal, Brasil, Argentina, México, Puerto Rico, Colombia, Perú, Ecuador, Paraguay, Chile y algunas ciudades como New York y Los Ángeles. Especial mención a la curiosa distribución que logró la revista en Cuba por medio del también periodista Ariel Fernández. 
Para mucho de los artistas salir en la revista Hip Hop Nation, con un tema en el CD que regalaban, era la mejor y la única forma de darse a conocer en unos años donde Internet aún no estaba desplegado en la mayoría de la sociedad. Así, temas de Violadores del Verso, Mala Rodríguez, Morodo y el resto de principales artistas españoles fueron escuchados por primera vez por medio de la citada publicación.
Convertida en su tiempo en un referente absoluto en España y en Latinoamérica, desde Hip Hop Nation surgieron todo tipo de acciones como publicaciones de libros, ediciones de discos, promoción de festivales nacionales e internacionales, gala de los Premios Hip Hop Nation, etc.
En el número 50 la revista cambió de editorial y de equipo directivo. Uno de los muchos artistas que empezó colaborando puntualmente con la revista, Dobleache, pasó a ser el nuevo director de la publicación.

## Secciones habituales
Además de las entrevistas y los reportajes, cuenta con las siguientes secciones fijas:
- Cartas al director y Editorial, contienen las cartas de los lectores y las opiniones del equipo de la revista, respectivamente.
- Photoparty, donde se muestran fotos realizadas a grupos y MCs en los conciertos, así como a los asistentes.
- Noticias, contiene noticias del panorama hip hop nacional e internacional.
- Bboying, sección sobre este elemento.
- Graff, donde se incluyen fotos de grafiti.
- Discos, Maquetas, Maxis y mixtapes, críticas y comentarios a las últimas novedades musicales.
- Vertedero de palabras, un invitado, con cierta relevancia en el panorama da su opinión sobre algún tema relacionado con este.
- Top 10 J The Barber, J The Barber hace un top 10 sobre cualquier tema relacionado con los discos y artistas de rap de todos los tiempos.
- Entrevistas
- Tercer Grado, Los lectores pueden enviar sus preguntas cada mes para que un grupo o artista les responda. Se incluyó por primera vez en el número 94 y las preguntas fueron dirigidas a Zatu, miembro de SFDK
- Urban Flashes, Sección de ropa.
- Dossier, Repaso a toda la carrera de grupos, normalmente de la vieja escuela norteamericana.
- Chip-hop, descripción de ciertos aparatos electrónicos curiosos o útiles a la hora de crear rap.

## Personal
- Dirección: F.J. "Dobleache" Eson
- Jefe de Redacción: Alberto Comeche
- Diseño y maquetación: Laura Carmona
- Sección Graff: Free Uno
- Diseño Cabecera HipHopNation: The Buzz
- Colaboradores: Pedro J. Saavedra o sea Afoot, Bucaneroestilo, Dj Caution, Fernando Comeche, Álvaro Manzano, Francisco Reyes, J The Barber, Félix Martín, Valeria Kilibarda, MC Albertom DjRico...
- Publicidad: C.M.Y.
- Jefe de publicidad: Félix Martín
- Webmaster: Jesús Román
- Dirección Web: Félix Martín
- Coordiandor de producción: Francisco Bueno
- Coordinación logística: Almudena Pozo

## Soul Nation
Parte del equipo de HHNation también trabaja en una segunda publicación dedicada a la música negra (jazz, blues, R&B, soul, funk) de publicación semestral llamada Soul Nation.